# Roseto Capo Spulico

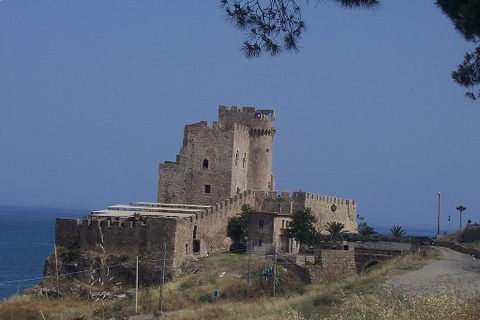
Das Kastell Castrum Petrae Roseti

Roseto Capo Spulico ist ein Ort in der Provinz Cosenza in der italienischen Region Kalabrien mit 1872 Einwohnern (Stand 31. Dezember 2023).
Roseto Capo Spulico liegt 110 km nördlich von Cosenza.
Die Nachbargemeinden sind: Amendolara, Montegiordano und Oriolo. 